# میکسدزون
میکسدزون (به انگلیسی mixed zone)راهروهایی است که در حد فاصل رختکن به زمین ورزشگاه‌های فوتبال قرار دارد که علاوه بر این محل مصاحبه خبرنگاران با بازیکنان و کادر فنی تیم‌ها می‌باشد
در بیشتر فدراسیون های ورزشی دنیا عبور ورزشکاران و کادرفنی جهت مصاحبه با رسانه ها از میکسدزون اجباری است.